# Ormosia panamensis
Ormosia panamensis é uma espécie de legume da família Leguminosae.
Pode ser encontrada nos seguintes países: Costa Rica, Guatemala, México e Panamá.